# (9181) 1991 NP2
A (9181) 1991 NP2 a Naprendszer kisbolygóövében található aszteroida. Henry Holt fedezte fel 1991. július 14-én.